# L'Arbre à fraises
 (décembre 2016).
Pour plus de détails, voir Fiche technique et Distribution.
L'Arbre à fraises (El arból de las fresas) est un film expérimental italo-canado-cubain réalisé par Simone Rapisarda Casanova, sorti en 2011.

## Synopsis
Un an après que l’ouragan Ike a détruit leur village, les pêcheurs de San Antonio, à Cuba, se rappellent leurs anciennes maisons et leur vie quotidienne antérieure. Leurs souvenirs convoquent des images tournées quelques jours seulement avant la catastrophe. Cependant, le documentaire ethnographique qui s’ensuit n’est ni prévisible, ni conventionnel, puisque le réalisateur-ethnographe rejette l’emploi de tout scénario et nous entraîne dans un dialogue paradoxal avec ses collaborateurs Les pêcheurs cubains, quoique pauvres, s’avèrent familiers avec l’ethnographie et les techniques documentaires, ce qui suscite une interaction continuelle avec le réalisateur,,. Le paradigme du cinéma-vérité est ainsi dépassé et rendu obsolète.[Quoi ?]

## Fiche technique
- Titre français : L'Arbre à fraises
- Titre original espagnol : El arból de las fresas
- Titre italien : L'albero delle fragole
- Titre anglais : The Strawberry Tree
- Réalisation : Simone Rapisarda Casanova
- Société de production : Ibidem Films
- Langue originale : espagnol
- Format : couleur
- Genre : ethnofiction, docu-fiction
- Durée : 71 minutes
- Date de sortie : 2011

## Sortie et critique
- L’Arbre à fraises a été programmé au Festival du film de Locarno et au Festival international du film documentaire à Amsterdam en 2011, puis aux Festivals du film de Los Angeles et de Miami en 2012. Il a remporté le prix du Meilleur espoir cinéaste au Ann Arbor Film Festival et atteint en 2012 le 33e rang dans la liste des 50 meilleurs films non distribués publiée par FilmComment.

### Collections
- Bibliothèque nationale de France (depuis 2012)
- Library and Archives Canada (depuis 2012)